# Montadet
Montadet település Franciaországban, Gers megyében. Lakosainak száma 66 fő (2022. január 1.). Montadet Espaon, Garravet, Lombez és Puylausic községekkel határos.

## Népesség
A település népességének változása:
| Lakosok száma | 101  | 103  | 98   | 79   | 79   | 78   | 74   | 71   | 69   | 66   |
|               | 1968 | 1982 | 1990 | 2006 | 2013 | 2015 | 2017 | 2019 | 2020 | 2022 |